# Láhevník síťovaný
Láhevník síťovaný (Annona reticulata) je v tropech rostoucí strom, méně častěji keř, plodící ovoce o velikosti většího pomeranče, které špatně snáší transport a proto se do České republiky běžně nedováží. Tento druh z rozsáhlého rodu láhevník pochází ze Střední Ameriky a lidmi byl rozšířen téměř do všech tropických oblastí Ameriky, Afriky, Asie, Austrálie i na ostrovy v Pacifiku. Bývá tam pěstován v zahradách i na plantážích, často však zplaňuje a stává se součásti tamní přírody.

## Ekologie
Ke zdárnému růstu potřebuje sice tropické podnebí, roste však i v místech se studenějším zimním počasí. S nástupem chladného počasí shodí listy a přečká ve stavu vegetačního klidu, dospělé rostliny přežijí i období s krátkodobými teplotami pod 0 °C. Preferuje vlhčí klima, špatně snáší suchý vzduch, obvykle prospívá až do nadmořské výšky 1200 m. Potřebuje hlubokou a výživnou půdu s dostatkem vlhkosti a dobrou drenáží, nesnáší delší sucho. Na nevyhovujícím stanovišti a v málo výživné půdě plodí slabě nebo méně chutné plody.

## Popis
Strom bývá vysoký jen 4 až 10 m a mívá rozkladitou nebo okrouhlou korunu a kmen tlustý do 35 cm. Výhony má hnědé a zprvu hedvábně chlupaté, pozdě lysé a ve dvou řadách střídavě porostlé aromatickými, blanitými, kopinatými listy s 1,5 cm řapíky. Listové čepele jsou 10 až 30 cm dlouhé a 2 až 7 cm široké, u báze zúžené, na vrcholu špičaté, celokrajné, lysé a na spodní straně světlejší, Mají výraznou hlavní žílu a po stranách 9 až 18 žilek svírající s ní úhel 30 až 45°. Podle místních podmínek jsou stromy stálezelené nebo polopadavé a někdy rostou jako keře.
Vonné, oboupohlavné, nikdy plně otevřené květy na stopkách vyrůstají svěšené ve shlucích ze starších větví. Květy jsou asi 3 cm velké a mají šest okvětních lístků, z nich tři vnitřní jsou velmi drobné a tři vnější jsou velké, masité, podlouhle kopinaté a žlutozeleně zbarvené. Tyčinek velkých okolo 1 mm je v květu mnoho, blizny jsou maličké. Gyneceum je tvořeno větším počtem huňatých plodolistů, které ve zralosti spolu srůstají a vytvářejí nepravý plod. Kvetou v listopadu až únoru, plody dozrávají v březnu až červnu. Ploidie druhu je 2n = 14.
Plod je kulovitý až mírně vejčitý, srdčitý či jinak nepravidelný, dlouhý 8 až 16 cm a těžký 100 až 300 gramů. Ve zralosti má hnědou barvu a na hladkém, kožovitém povrchu měkkém na dotek má naznačené síťovaní. Jeho šťavnatá dužina je smetanově bílá nebo krémová, zrnitá, sladkokyselé chuti a je rozdělená do segmentů obvykle s jedním tvrdým semenem. Černohnědá, lesklá, hladká semena jsou asi 1 cm velká a v plodu jich bývá 55 až 76. Z pevné stopky vede asi do poloviny vláknitý střed, který se nekonzumuje.

## Rozmnožování
V přírodě se láhevníky přirozeně rozmnožují semeny roznášenými nejčastěji plodožravými ptáky a kaloni. Pro pěstování na plantážích se roubují vyšlechtěné kultivary na podnože i jiných druhů. Mladé, rychle rostoucí rostliny potřebuji částečné přistínění před prudkým sluncem, prospívá jim mulčování, zavlažování v období sucha a dodávka organických hnojiv, později je lze dobře tvarovat. Na ochranu zrajících plodů před ptáky i kaloni bývají stromy zakrývány sítěmi.

## Význam
Plody láhevníku síťovaného patří mezi tropické ovoce, které se konzumuje čerstvé. Pěstuje se řada kultivarů lišící se velikosti i barvou plodů, všechny však špatně snášejí transport a po otlačení zahnívají. S dospělého stromu se sklidí 35 až 45 kg ročně, ve zralosti obsahují průměrně 17 % cukru. Dužina se jí přímo z rozpůleného plodu nebo se rozmačká, přecedí, přisladí a přidává do koktejlů či zmrzlin.
Mezi ostatními druhy pěstovaných láhevníků jsou ale tyhle plody považované za méně kvalitní a nejsou všude stejně oblíbeny. Zatím co v Americe jsou všeobecně přijímány dobře, v Indii jsou považovány za ovoce chudých.
Všechny části rostliny, nezralé plody i semena, obsahují alkaloidy, anonain, liriodenin, reticulin, které jsou toxické. Semena je možno bez nebezpečí spolknout, mají pevná osemení a lidskou trávicí soustavou přejdou bez porušení. Míza z ořezaných větví může po styku s okem zapříčinit oční katar a u choulostivých osob potřísnění kůže způsobuje vyrážku. Šťáva z listů má insekticidní vlastnosti a používá se například k likvidaci vší. Odvary z listů i kůry obsahují hodně tříslovin a slouží k léčbě průjmu a horečky. Žvýkání kůry z kořenů pomáhá při bolestech zubů. Dřevo ze stromů má žlutou barvu a je měkké, vláknité, ale houževnaté a nepraská, jeho měrná hmotnost je 0,650 kg/dm³.
Rostliny často zplaňují ze sadů do volné přírody a to i na velké vzdálenosti. Šíří se za pomoci semen, která si podržují klíčivost déle než jeden rok. Takto se láhevník síťovaný svévolně rozšířil na velké plochy v Indii, na východním pobřeží Malajska i na Filipínách. V některých oblastech Austrálie, střední Afriky, na Galapágách, v Singapuru i na ostrovech Oceánie je láhevník síťovaný považován za invazní druh.

## Galerie

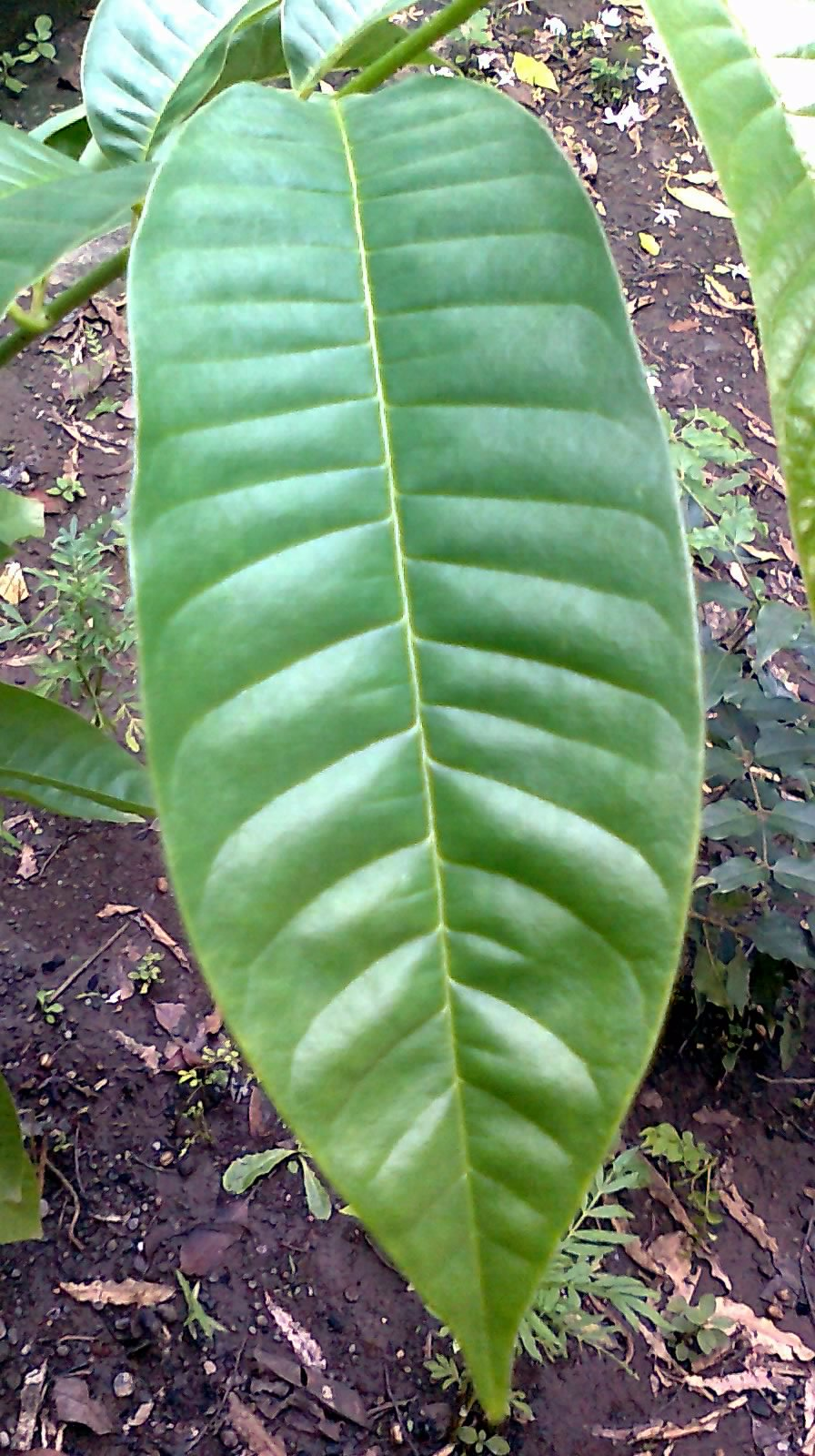
List
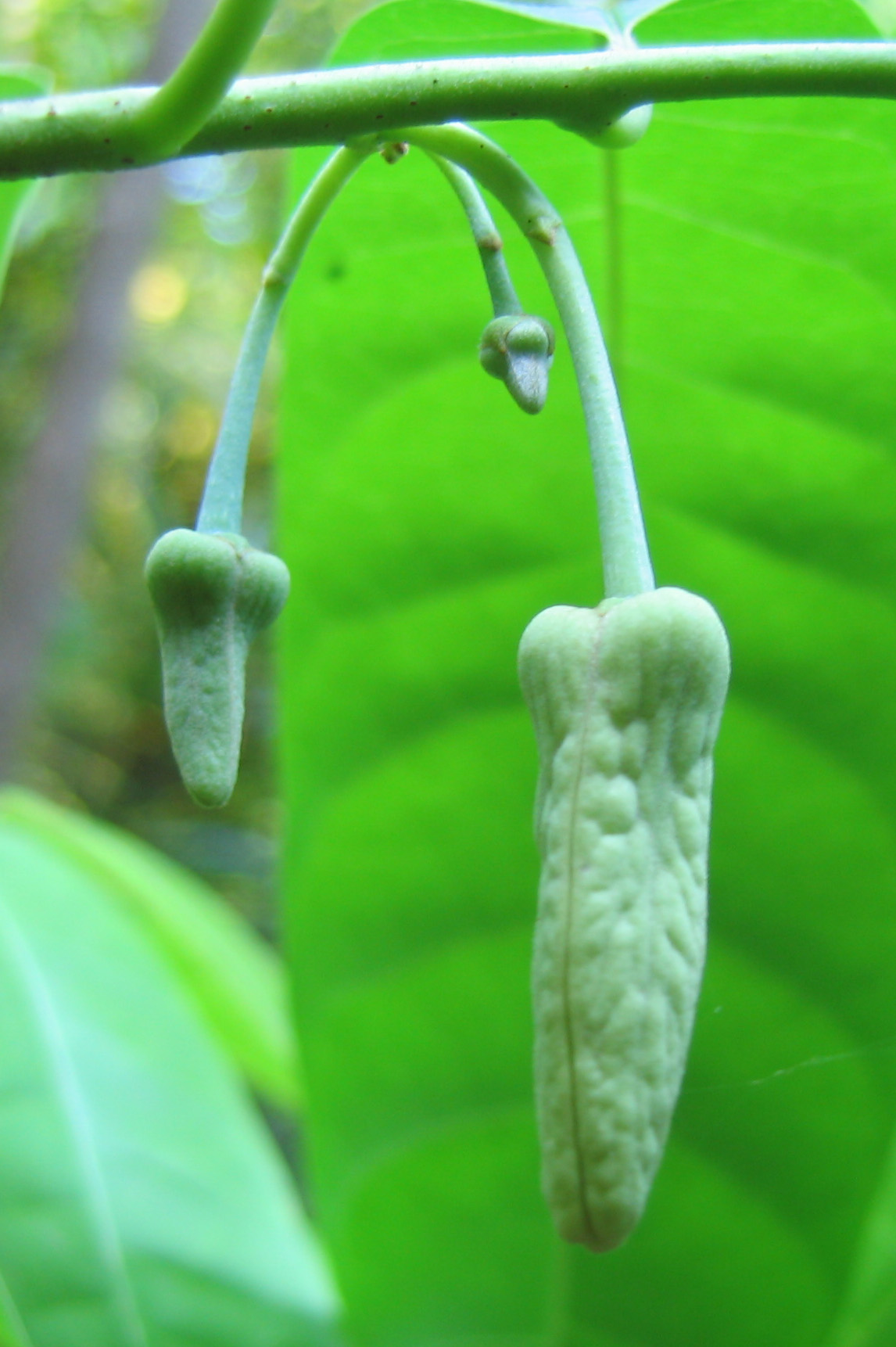
Květní pupen
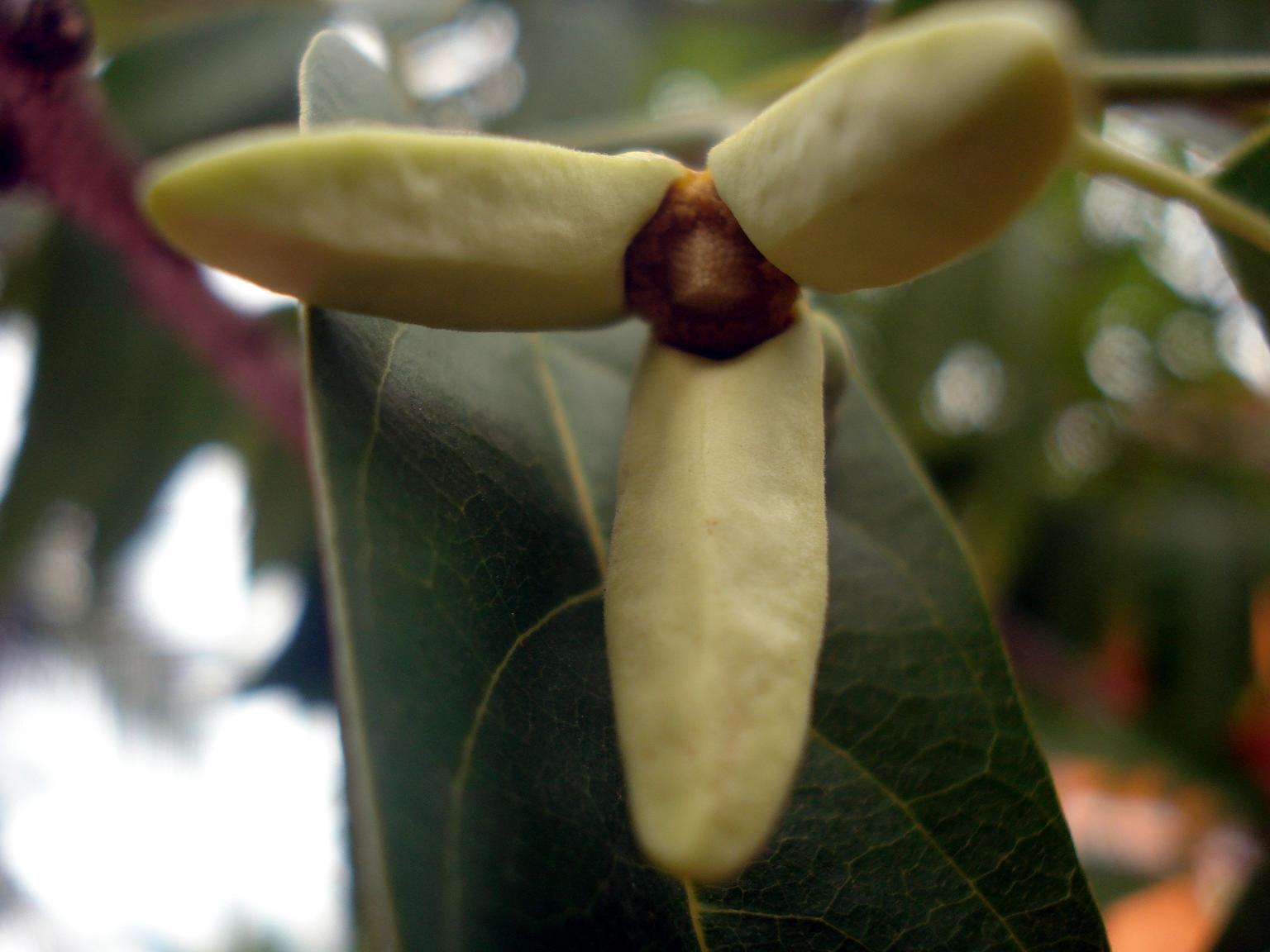
Květ
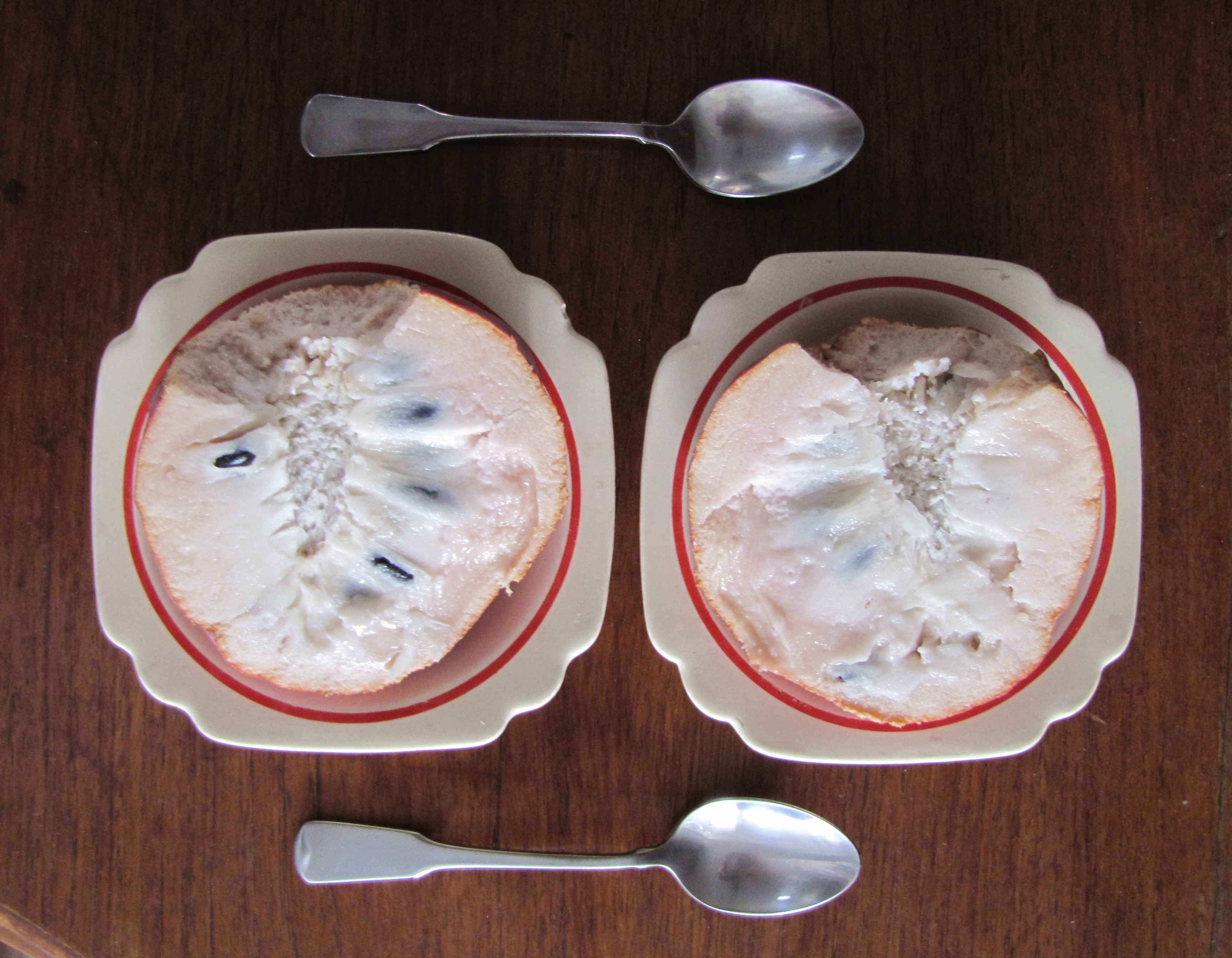
Rozpůlený plod